# Петдесетоъгълник
Петдесетоъгълникът (също и пентаконтагон) е многоъгълник с 50 страни и ъгли. Сборът на всички вътрешни ъгли е 8640° (48π). Има 1175 диагонала.

## Правилен петдесетоъгълник
При правилния петдесетоъгълник всички страни и ъгли са равни. Вътрешният ъгъл е 172,8°, а външният и централният – 7,2°.

### Формули
{\displaystyle A={\frac {25}{2}}t^{2}\cot {\frac {\pi }{50}}}
{\displaystyle r={\frac {1}{2}}t\cot {\frac {\pi }{50}}}
{\displaystyle R={\frac {1}{2}}t\csc {\frac {\pi }{50}}}

### Построение
Теоремата на Гаус-Ванцел изключва възможността петдесетоъгълник да бъде построен с линийка и пергел, понеже 50 = 2 × 5 × 5.

### Дисекция
|  |  |  |  |